# DVVT
DVVT（ディーブイブイティー、Dynamic Variable Valve Timing）とは、ダイハツ工業のエンジン、および同社からOEMを受けている一部のSUBARUのエンジンに実装されている可変バルブ機構。
基本構造や制御は、親会社であるトヨタ自動車のVVT-iとほぼ同一となっている。

## 搭載エンジン
EF-VEに始まり、EJ-VE、K3-VE（K3-VET）、EF-VD、1KR-FE、1KR-VE（1KR-VET）、KF-VE（KF-VET）、KJ-VET、3SZ-VE、1NR-FEに搭載されている。

## 注
1. ↑  ただし1NR-FEに限りDual-DVVT（デュアルDVVT）となる。